# Елешница (находище)
Вижте пояснителната страница за други значения на Елешница.
Елешница е урановорудно находище в Югозападна България. Намира се в землището на село Елешница, област Благоевград.
В района на находището се разкриват палеогенски отложения, лежащи върху подложка от високоморфни скали и палеозойски гранитоиди. Седиментите в периферията са делувиално-пролувиални, а в централните части са наносно-езерни. Те са представени от горноеоценски конгломерати, брекчоконгломерати, по-рядко пясъчници и от олигоценски пясъчници, аргилити, рядко битумулити и прослойки от въглища, прослояващи се на юг с вулканогенни скали. На запад частично са покрити с неогенски отложения. Урановите руди се разполагат в по-горните части от палеогенския разрез – предимно в дребнозърнести пясъчници и алевролити от алувиално-езерен тип. Рудните тела са лещовидни и пластовидни, а в конгломератите – гнездовидни. Рудната минерализация е предимно от уранови чернилки и рядко от уранит, в оксидираните повърхностни части е от отунит и по-малко – торбенит. Също така са установени уранофан, уранопилит и ципеит. Срещат се пирит, марказит и зеолити – стилбит, клиноптилолит и хейландит.